# Gmina Zakliczyn
Die Gmina Zakliczyn ist eine Stadt-und-Land-Gemeinde im Powiat Tarnowski der Woiwodschaft Kleinpolen in Polen. Ihr Sitz ist die gleichnamige Stadt mit etwa 1650 Einwohnern.

## Geographie
Zu den Gewässern gehören die Flüsse Dunajec und Paleśnica.

## Geschichte
Zwischen 1954 und 1972 gehörte das Dorf Zakliczyn zur Gromada Zakliczyn im Powiat Brzeski. Von 1975 bis 1998 gehörte die Gemeinde zur Woiwodschaft Tarnów.
Im Jahre 2005 erhielt der Hauptort wieder das Stadtrecht und die Gemeinde ihren heutigen Status.

## Gliederung
Zur Stadt-und-Land-Gemeinde (gmina miejsko-wiejska) Zakliczyn gehören neben der namensgebenden Stadt folgende Dörfer:
Bieśnik
Borowa
Charzewice
Dzierżaniny
Faliszewice
Faściszowa
Filipowice
Gwoździec
Jamna
Kończyska
Lusławice
Melsztyn
Olszowa
Paleśnica
Roztoka
Ruda Kameralna
Słona
Stróże
Wesołów
Wola Stróska
Wróblowice
Zawada Lanckorońska
Zdonia